# Галактика с полярным кольцом

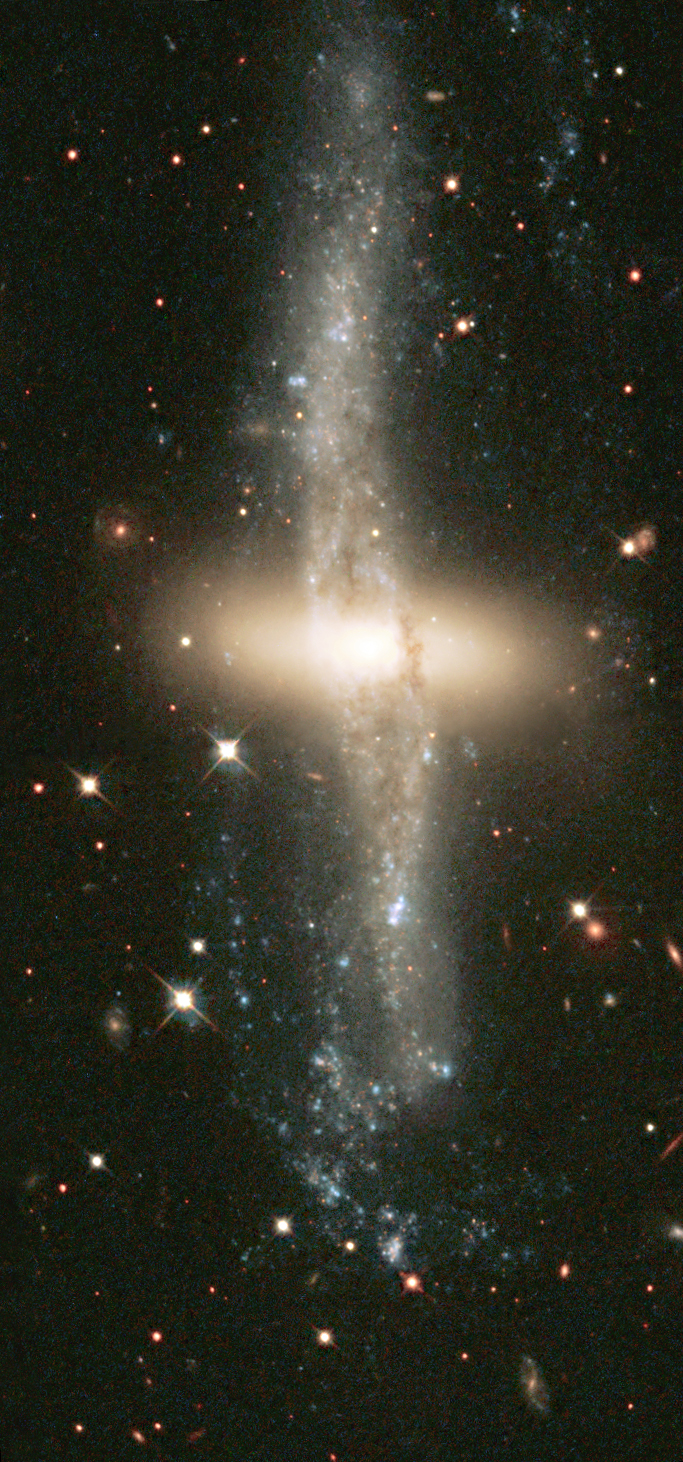
NGC 4650A, пример галактики с полярным кольцом. Фото: Hubble Space Telescope / NASA / ESA.

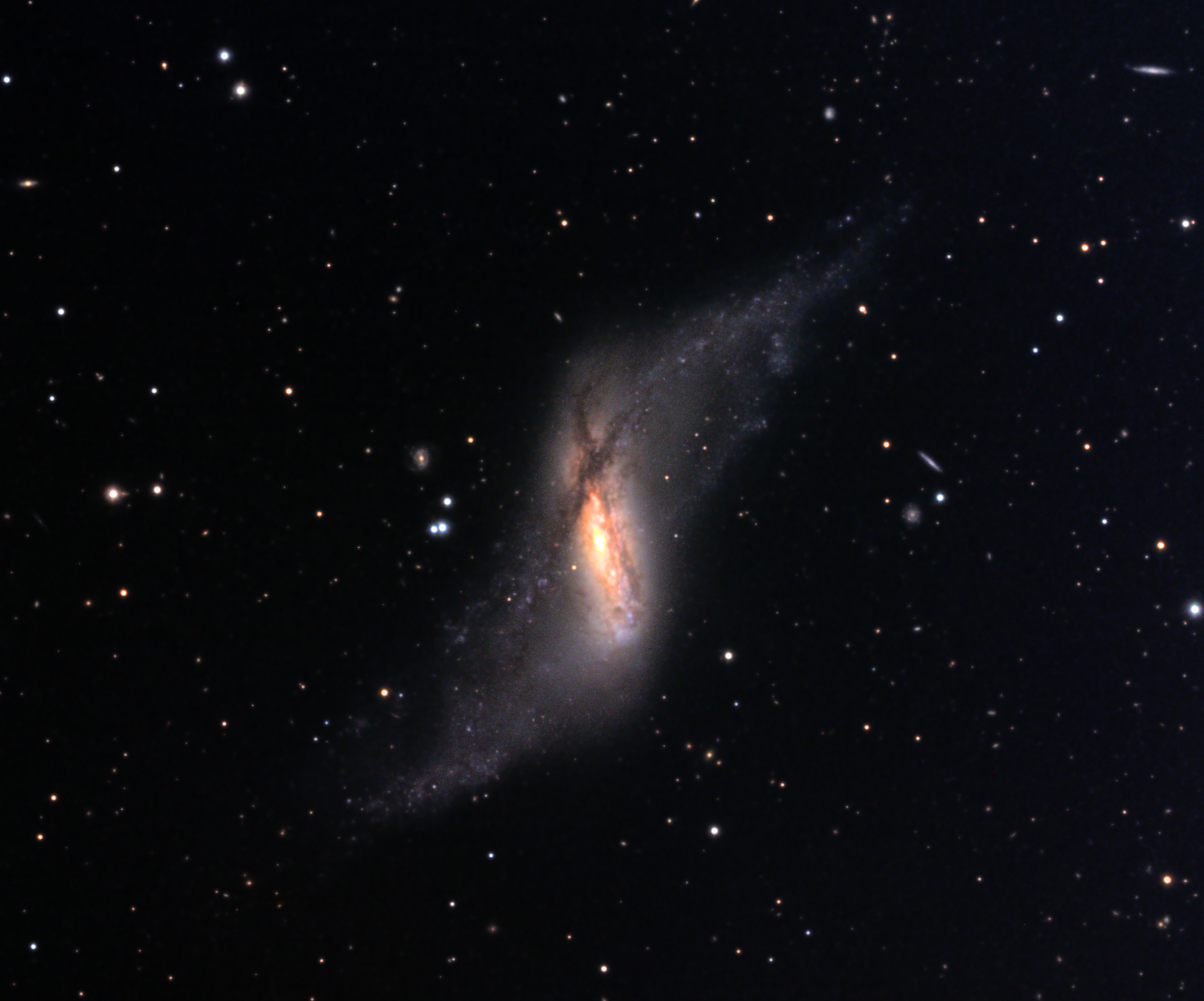
Галактика с полярным кольцом NGC 660. 24-дюймовый телескоп на горе Леммон, Аризона. Фото: Joseph D. Schulman.

Гала́ктики с поля́рным кольцо́м — редкий тип галактик, в которых внешнее кольцо из газа и звезд вращается над полюсами галактики. Считается, что полярное кольцо образуется, когда две галактики гравитационно взаимодействуют друг с другом. Согласно одной из гипотез, полярное кольцо состоит из вещества, вытянутого из проходящей галактики приливными взаимодействиями. Другая возможность состоит в том, что меньшая галактика, ортогонально проходя сквозь плоскость вращения большей галактики, превращается в кольцевую структуру.
Большинство галактик с полярным кольцом являются линзовидными галактиками (S0), однако среди них есть и другие типы галактик, в том числе несколько эллиптических.
Первыми линзовидными галактиками, идентифицированными как галактики с полярным кольцом, были NGC 2685, NGC 4650A, А 0136−0801 и ESO 415-G26. Эти четыре галактики были наиболее тщательно изучены, хотя с тех пор было выявлено много других галактик с полярными кольцами. Полярное кольцо обнаружено у ~0,5 % всех близлежащих линзовидных галактик, и вполне возможно, что 5% линзовидных галактик в какой-то момент своей истории обладали полярными кольцами.
Первые эллиптические галактики с полярными кольцами были идентифицированы в 1978 году. Это были NGC 5128 (Центавр А), NGC 5363, NGC 1947 и Лебедь A. В то же время появилось указание, что полярные кольца линзовидных галактик NGC 2685 и NGC 4650A образовались в результате одинаковых процессов. Только несколько лет спустя, когда были сделаны первые наблюдения движения звёзд и газа в полярных кольцах эллиптических и линзовидных галактик с более продвинутой техникой спектроскопии, прояснилось внешнее происхождение газовых колец. В дополнение к наиболее известному примеру, NGC 5128 (Cen A), очень типичной эллиптической галактикой с полярным кольцом является NGC 5266
Галактики с полярными кольцами не выявлены в скоплениях галактик, что отличает их от обычных линзовидных галактик. Возможно, это связано с быстрым разрушением колец в скоплениях. В то же время около четверти линзоподобных галактик поля (то есть не входящих в скопления) имеют полярные кольца. Считается, что полярные кольца формируются лишь при малой плотности газа в плоскости галактики (иначе кольцо тормозится при столкновениях газа кольца с газом плоскости галактики, поэтому полярное кольцо нетипично для спиральных галактик — они богаты газом). Полярные кольца более-менее перпендикулярны плоскости галактики, редко отклоняясь более чем на 25 градусов от перпендикуляра; в противном случае кольцо быстро разрушается из-за взаимодействия с диском.